# Marilú Mallet
Marilú Mallet, née en 1945 à Santiago au Chili, est une réalisatrice, scénariste et écrivaine canado-chilienne,.

## Biographie
Marilú Mallet naît à Santiago au Chili, de parents d'origine française. Après avoir fait ses études primaires en France et en Italie, elle suit ses cours secondaires au Chili. Elle se retrouve en anthropologie à l'université de Californie aux États-Unis. Diplômée de la Faculté d'Architecture de Santiago, elle complète également un certificat d'études cinématographiques à l'OCIC. En 1973, elle s'installe définitivement au Canada. Elle poursuit sa formation au Québec, effectuant une maîtrise en Histoire de l'Art, puis un doctorat en Études françaises. Elle a été mariée au cinéaste Michael Rubbo et ils ont un fils, Nicolas, Directeur général, Espace CDPQ.
Elle fait ses premières réalisations à l'Office national du film du Canada. Son premier film de fiction Il n'y a pas d'oubli, co-réalisation à trois volets, obtient une mention, en 1976, au Festival international du film de Locarno, Suisse. Elle continue de faire des documentaires alternativement en Amérique latine et au Canada. Parmi ses films les plus connus : L'Évangile à Solentiname (1979), sur le poète nicaraguayen Ernesto Cardenal ;  Les Borges (1977)  portrait anthropologique d'une famille portugaise paysanne vivant à Montréal. Journal Inachevé (1983), documentaire-fiction à caractère autobiographique sur l'exil, a remporté le Prix de la critique québécoise à Montréal aussi bien que le prix spécial du jury au Festival international des programmes audiovisuels de Biarritz, France. En 1988, elle reçoit la Bourse Guggenheim dans la catégorie cinéma international.  Mémoires d'une enfant des Andes (1985) a reçu un Bronze Apple Award au National Educational Film Festival d'Oakland, en Californie ; Chère Amérique (1991)  a remporté le  Prix du meilleur documentaire de création attribué par le S.C.A.M, Fipa, Cannes, France.  Double Portrait(2000) a été en nomination pour le prix de la critique de l’ACCQ.  La Cueca Sola. a obtenu une Mention spéciale de l'Association québécoise des critiques de cinéma 2004 (AQCC) à Montréal, le Prix du Meilleur documentaire canadien (court et moyen métrage) à Hot Docs 2004 (Toronto), et le Prix de la Meilleure réalisation, section Spectrum Canadien (court et moyen métrage) Hot Docs 2004, le Sceau de la Paix, Festival des Films de Femmes, Florence 2004, Italie, le prix du documentaire au festival des Films La Moviola, Turin, Italie, 2004. Prix du public. Nomination au Prix Gémeaux 2005, Montréal, Québec pour La Cueca Sola. Prix du public 2005, Cine Las Americas International Film Festival, Austin, Texas pour La Cueca Sola.  En 2007, elle finit  le Journal de Francine et en 2009 Chers Nonagénaires. Prix du public FIFA 2011, Montréal pour Sur les traces de Marguerite Yourcenar. En 2014, elle termine de son long-métrage documentaire tourné au Chili, Au pays de la muraille enneigée.

## Filmographie

### Réalisateur

#### Cinéma
- 1975 : Il n'y a pas d'oubli
- 1978 : Les Borges
- 1982 : Journal inachevé
- 1985 : Mémoires d'une enfant des Andes
- 1990 : Chère Amérique
- 2003 : La cueca sola
- 2009 : Chers Nonagénaires
- 2011 : Sur les Traces de Maguerite Yourcemar
- 2016 : Au pays de la muraille enneigée

#### Courts-métrages
- 1975 : Lentement
- 1988 : Child of the Andes
- 1995 : 2 rue de la mémoire
- 2000 : Double portrait

### Producteur

#### Cinéma
- 2009 : Chers Nonagénaires
- 2016 : Au pays de la muraille enneigée

#### Courts-métrages
- 2000 : Double portrait

### Scénariste

#### Cinéma
- 2003 : La cueca sola
- 2009 : Chers Nonagénaires
- 2016 : Au pays de la muraille enneigée

#### Courts-métrages
- 1988 : Child of the Andes
- 1995 : 2 rue de la mémoire
- 2000 : Double portrait

### Directeur de la photographie

#### Cinéma
- 2016 : Au pays de la muraille enneigée

## Prix et reconnaissances
- Prix à la trajectoire 2013, pour l’ensemble de son œuvre, Valdivia International Film Festival, Chili[11]
- Reconnaissance à l’expérience intellectuelle des femmes du XXIe siècle, Conaculta, Mexique, 2012[12]
- Prix du public FIFA 2011, pour Sur les Traces de Marguerite Yourcenar[13],[14],[15],[16]
- Nomination au Prix Gémeaux 2005, Montréal, Québec pour La Cueca Sola.
- Prix du public 2005, Cine Las Americas International Film Festival, Austin, Texas pour La Cueca Sola.
- Lasa Award of Merit in Film, The Latin America Studies Association and the Lasa 2004 Film Festival and Exhibit, pour La Cueca Sola
- Prix Sceau de la paix 2004, Festival des Films de femmes, Florence (Italie) pour l’ensemble de son œuvre
- 3e Prix documentaire, 2004, Festival des Films de femmes, La Moviola, Turin (Italie) pour La Cueca Sola
- Meilleur documentaire canadien (court et moyen métrage) Hot Docs 2004, pour La Cueca Sola[17]
- Meilleure réalisation, section Spectrum Canadien (court et moyen métrage) Hot Docs 2004, pour La Cueca Sola
- Mention spéciale de l’AQCC 2004 (AQCC) pour La Cueca Sola[18].
- Nomination de l’AQCC pour le prix de la critique 2002, pour Double Portrait
- Prix Bronze Apple, catégorie Social Studies : Elementary, Festival de films et vidéos en éducation, Oakland (CA) 1991, pour Mémoire d'une enfant des Andes
- Prix du meilleur documentaire de création attribué par la SCAM, FIPA, Cannes, France 1991 pour Chère Amérique
- John Simon Guggenheim Memorial Foundation, 1988, Filmmaking Award[19]
- Prix de la critique québécoise 1983, pour Le Journal Inachevé
- Prix spécial du jury, Festival de Biarritz, France, 1983, pour Le Journal Inachevé
- Finaliste du Prix de la Ville de Montréal pour le recueil de nouvelles Les compagnons de l’horloge pointeuse, 1981
- Mention spéciale au Festival de Locarno, Suisse, 1976, pour Il n’y a pas d’oubli, fiction 90 min

## Autres réalisations
- Marilú Mallet a publié deux recueils de nouvelles : Les Compagnons de l’horloge pointeuse (nomination pour le prix de la Ville de Montréal) et Miami Trip.
- On lui a décerné les bourses du Conseil des Arts et des Lettres du Québec, du Conseil des arts du Canada et la Bourse Guggenheim, 1988.
- Elle a été membre du jury pour le Conseil des Arts du Canada, du Conseil des arts et des lettres du Québec, de la Fondation Guggenheim à New York et de Patrimoine Canada.
- Elle a enseigné le cinéma au collège Bois-de-Boulogne, à l’université Concordia et, dans sa maison de production, elle a formé des stagiaires qui sont devenus de jeunes cinéastes reconnus.

## Publications, articles et citations
Sur la réalisatrice
- BARTLETT, Sharyl Elizabeth. « See Through Her Own I's: Women's Quest for Personal, Social and Spiritual Wholeness in Four Contemporary Canadian Narratives. » Thèse de maîtrise, Université Carleton, 1987.
- LONGFELLOW, Brenda. « Feminist Language in Journal inachevé and Strass Café. » Dans Words and Moving Images: Essays on Verbal and Visual Expression in Film and Television. Publié sous la direction de William C. Wees et Michael Dorland. Montréal : Canadian Film Studies I, 1984, p. 87.
- PALLISTER, Janis L. The Cinema of Québec: Masters in Their Own House. Madison [New Jersey] : Fairleigh Dickinson University Press, 1995.
- THIBAULT, Michèle. « L'odyssée de Marilú Mallet. » Châtelaine. Vol. 30, no 12 (décembre 1989), p. 141-146.
- ECHEVERRY, Jorge, «Chilean Poetry in Canada: Avant Garde, Nostagia & Commitment», Vice Versa, vol. 2, no. 6, décembre / janvier 1986, p. 20.
- DESCHAMPS, Yves, Marilú MALLET et Gilles MARSOLAIS, «Cinéma et architecture : notre espace au cinéma. Habiter Montréal à l’écran», 24 images, no, 39-40, automne 1998, p. 63-68.
- ERGAS, Alain, «Toute la mémoire du Chili», Entrevues avec les réalisateurs de Il n’y a pas d’oubli, Cinéma / Québec, Vol. IV, no. 9-10, 1976, p. 18-24.
- «Les cinéastes néo-québécois», CinémAction, no. 56, juillet 1990, p. 74-79.
- «Permanence et mutation, la représentation de Montréal au Cinéma», 24 images, no, 39-40, automne 1998, p. 58-62.
- GAUVIN, Lise, «La question des journaux intimes», Table ronde avec Marilú Mallet, Nicole Brossard et Jean-Guy Pilon, Études françaises, no. 22, 3, 1987, p. 101-109.
- LAURENDEAU, Francine, «Marilú Mallet et Leopoldo Gutierrez, cinéastes de l’exil», Séquences, no. 216, novembre / décembre 2001, p. 29.
- LOISELLE, Marie-Claude, Gilles MARSOLAIS et Claude RACINE, «Le documentaire au Québec : sauve qui peut la vie», Table ronde avec Marilú Mallet, Serge Giguère, Bernard Émond et Jean Chabot, 24 images, no. 90, hiver 1998, p. 6-15.
- — «Marilú Mallet», entrevue, Séquences, no. 216, dossier Le cinéma québécois des années 1990, novembre / décembre 2001, p. 18-21.

Sur les films de Marilú Mallet
- TADROS, Jean-Pierre, «Les Borges», Le Devoir 1980
- DEMERS, Pierre, «Les Borges», Focus, mai–juin 1980.
- GAY, Richard, Le Journal Inachevé- « Un film d’une sincérité émouvante et d’une approche renouvelée. », Le Devoir, !983
- CACCIA, Fulvio, Le Journal Inachevé, Virus, 1983
- Le Journal inachevé, La Presse, 8 octobre 1983
- Le Journal inachevé, La Liberté, France, 26 janvier 1984.
- Le Journal inachevé, F-R.B., La  vie, France, 26 janvier 1984
- PERREAULT, Luc, Le Journal Inachevé, La Presse, Montréal, Samedi 12 février 1983.
- ROYER' Jean, Le Journal inachevé, Le devoir, Montréal, Samedi 12 février 1983.
- MALLET, Marilú, «Notes sur Journal inachevé», dans CARRIÈRE, Louise, Femmes et cinéma québécois, Montréal, Boréal, 1983, p. 262-266.
- EUVRARD, Michel, «Journal inachevé. Pour vivre ici», Format cinéma, no. 25, 1983, p. 4. Aussi dans ce numéro: Anonyme, «Guy Borremans : laisser affleurer l’ineffable» et «Marilú Mallet : un voyage par des états d’âme», entrevues autour de Journal inachevé, p. 3.
- BENESTY SROKA, Ghila, «Chère Amérique par Marilú Mallet», entrevue, L’Incontournable, no. 7, été 1990, p. 6-9.
- TREMBLAY, Odile, 2 rue de la mémoire, Le Devoir, Montréal, Vendredi 25 octobre 1996.
- PICARD, Geneviève, Chère Amérique, Voir, Montréal, 25 février 1991.
- DOYON, Frédérique, « La force de ce documentaire est de nous livrer un point de vue entièrement féminin. », Le Devoir, Montréal, 2000
- GAUTHIER, Patrick, « La Cueca Sola est un documentaire puissant, touchant sans être larmoyant, engagé sans être pamphlétaire. », Le Journal de Montréal, Montréal, Vendredi 20 février 2004.
- THERRIEN, Denyse, «La voix, le corps, l’espace dans quelques films de cinéastes migrantes», 3 février 2008.
- TREMBLAY, Odile, «29e Festival international du film sur l'art - Sur la route avec Yourcenar», Le Devoir, 17 mars 2011[13]
- LAVOIE, André, «Marilù Mallet accroche à sa filmographie un autre magnifique portrait de dame. », Le Devoir, 8 octobre 2011[20]
- PROVENCHER, André, «Sur les traces de Marguerite Yourcenar: invitation au voyage», La Presse,  9 décembre 2011[21]